# 法國航太SA 321超級黃蜂式直升機
法國航太SA 321超級黃蜂式直升機（Aérospatiale SA 321 Super Frelon）是由法國的法國航太公司生產的三引擎的中型運輸直升機。為SE.3200 黃蜂直升機的改良型直升機。擅長於輸送救難任務，可搭載全副武裝士兵38人或擔架15人份，商業民用可裝載27人乘客豪華座椅。警戒型SA 321G搭載機頭雷達，並可加裝武器掛架；反潜魚雷4枚或反艦飛彈2枚。
- SA 321F：通用型
- SA 321G：巡邏反潛型
- SA 321Ja：貨物運輸型

## 使用國家

### 軍用

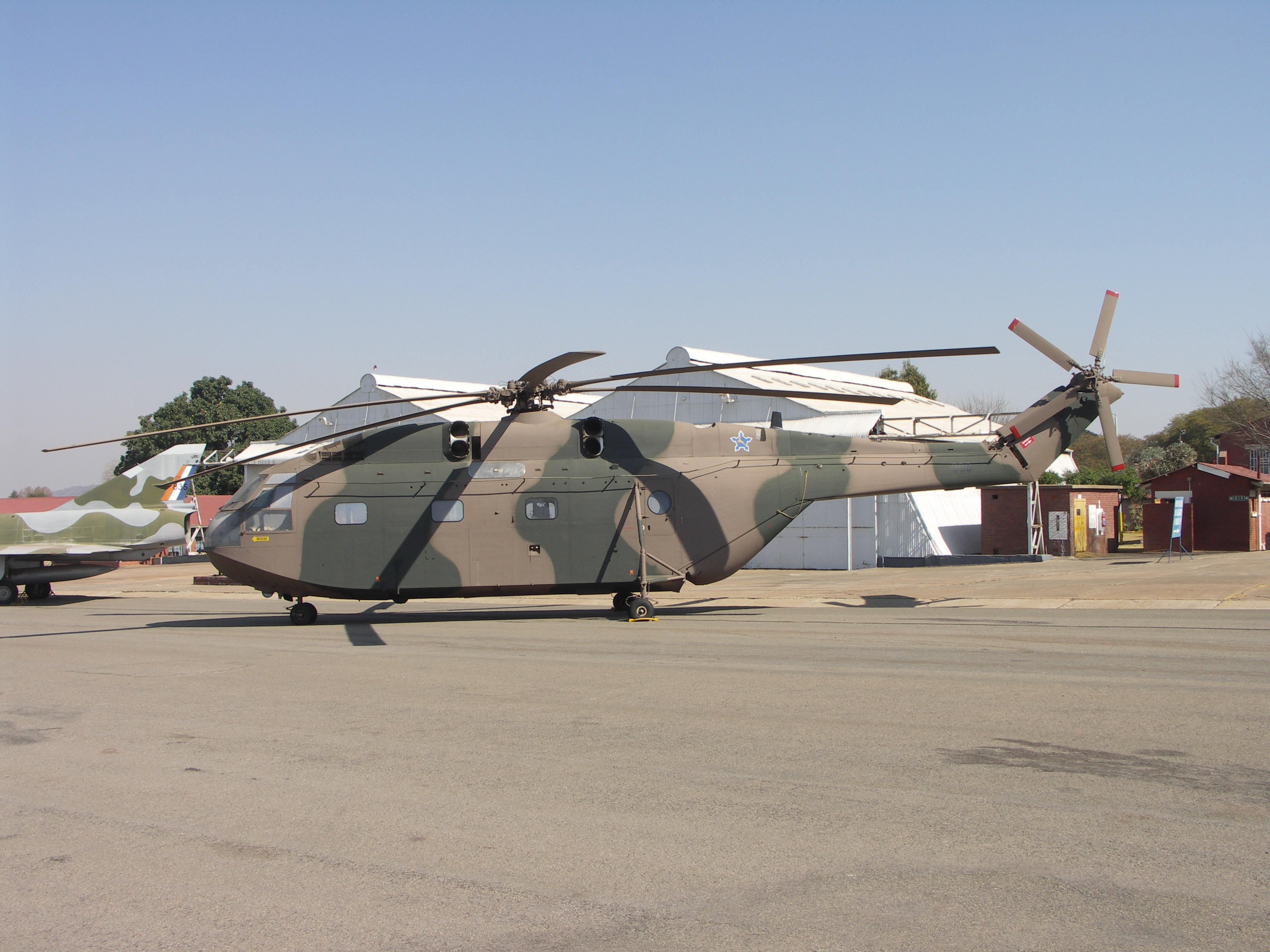
南非空軍"超級黃蜂"

中华人民共和国
- 中國人民解放軍
- 中國人民解放軍空軍使用直-8變種機。
- 中國人民解放軍海軍航空兵

 法國（2010年退役）
- 法國海軍航空隊

 伊拉克
- 伊拉克空軍

 以色列
- 以色列空軍

 利比亞
- 利比亞空軍
- 利比亞海軍

 南非
- 南非空軍

- 薩伊空軍 - 僅一架直升機。

### 民間營運
希腊
- 奧林匹克航空

 挪威
- BAT

## 技术规格
参考资料：Jane's All The World's Aircraft 1976-77 
基本信息
- 机组：5
- 容量：

  - 27 passengers or
  - 15 stretchers

性能
- Endurance: 4 hr

武器

- 機槍：1× 20 mm (0.787 in) cannon (window-mounted)
- 飛彈：

  - 4× homing torpedoes in the ASW role or
  - 2× Exocet missiles in the anti-ship role